# 宜蘭縣 (清朝)
宜蘭縣（1876年－1895年），是福建臺灣省的一個縣級行政區劃。清光緒元年十二月二十日（1876年1月16日）創立臺北府下轄設立，係由原噶瑪蘭廳改制而成，轄區北界不變，南邊則與新成立的卑南廳以東澳溪為界，約當今宜蘭縣北半部，即蘭陽平原地區。1893年人口約114,000人。
光緒二十一年（1895年），福建臺灣省依《馬關條約》割予日本，宜蘭縣廢止。